# Lagostomus maximus
Espèce
Statut de conservation UICN

 LC  : Préoccupation mineure
Lagostomus maximus est une grande viscache, appelée aussi parfois « lièvre des pampas » ou viscache des plaines par les francophones. C'est un rongeur nocturne, herbivore et fouisseur qui vit en Amérique du Sud, plus précisément en Argentine, Bolivie et au Paraguay. Les argentins la nomment viscacha ou vizcacha. Cette espèce est la seule encore existante dans le genre Lagostomus.

## Description
Avec un corps robuste qui mesure entre 47 et 66 cm sans la queue et une queue de 15 à 20 cm, c'est le plus gros des chinchillidés.
Lagostomus maximus ressemble à un chinchilla géant dont la tête serait rayée horizontalement de noir et de blanc. Comme les chinchillas cette viscache a des membres antérieurs courts, les postérieurs longs avec des coussinets amortisseurs sur la surface plantaire, une fourrure dense et douce, et une longue queue touffue.
Les antérieurs ont 4 doigts munis de griffes lui servant à creuser les terriers.

Les membres postérieurs ont 3 doigts, avec le doigt médian plus grand et un coussinet de poils durs.
La queue est relativement courte et sa base épaisse permet à l'animal de s'en servir comme d'un appui pour se gratter ou pratiquer la coprophagie. Elle peut se briser par une sorte d'autotomie entre la 5e et la 6e vertèbre pour s'échapper en cas de capture.
La fourrure varie du beige au gris en fonction de son environnement, elle est plus rigide sur le dos et la queue. Le ventre est blanc avec une fourrure soyeuse. La tête large et massive est rayée de noir et de blanc.
Les narines peuvent se fermer complètement quand l'animal creuse. Les yeux sont grands et sombres, saillants et disposés latéralement. Les oreilles sont petites.
Les mâles sont jusqu'à quatre fois plus gros que les femelles, avec des vibrisses plus épaisses semblables à des moustaches.

Le mâle pèse jusqu'à 9 kg et la femelle 4,5 kg. 
La viscache, quand elle est calme, se déplace à petits pas en relevant notablement l'arrière train. En situation d'alarme elle s'enfuit vers son terrier en faisant des sauts en longueur jusqu'à 2m et des virages brusques.
En Argentine on distingue trois sous-espèces selon les régions : 
- Lagostomus maximus inmollis
- Lagostomus maximus maximus
- Lagostomus maximus peltilidens.

## Mode de vie

### Habitat
Ce gros rongeur, strictement nocturne et fouisseur, vit en groupe dans des terriers, les « vizcacheras ».
Creusées dans des terres assez meubles et atteignant jusqu'à 2 m de profondeur, les « vizcacheras » sont constituées d'un jeu compliqué de chambres et de tunnels comportant de 4 à 30 entrées, en service ou bouchées provisoirement, le tout pouvant couvrir une surface de 600 m². Des terriers plus petits situés à proximité complètent l'ensemble. Certaines viscacheras sont connues depuis plusieurs siècles.

Les chambres sont vastes, avec une sortie directe vers l'extérieur en cas d'inondation. Le terrier préserve un microclimat humide et tempéré, à une température moyenne de 21°. Les animaux n'en sortent qu'à l'approche du crépuscule, les mâles généralement séparés du groupe.

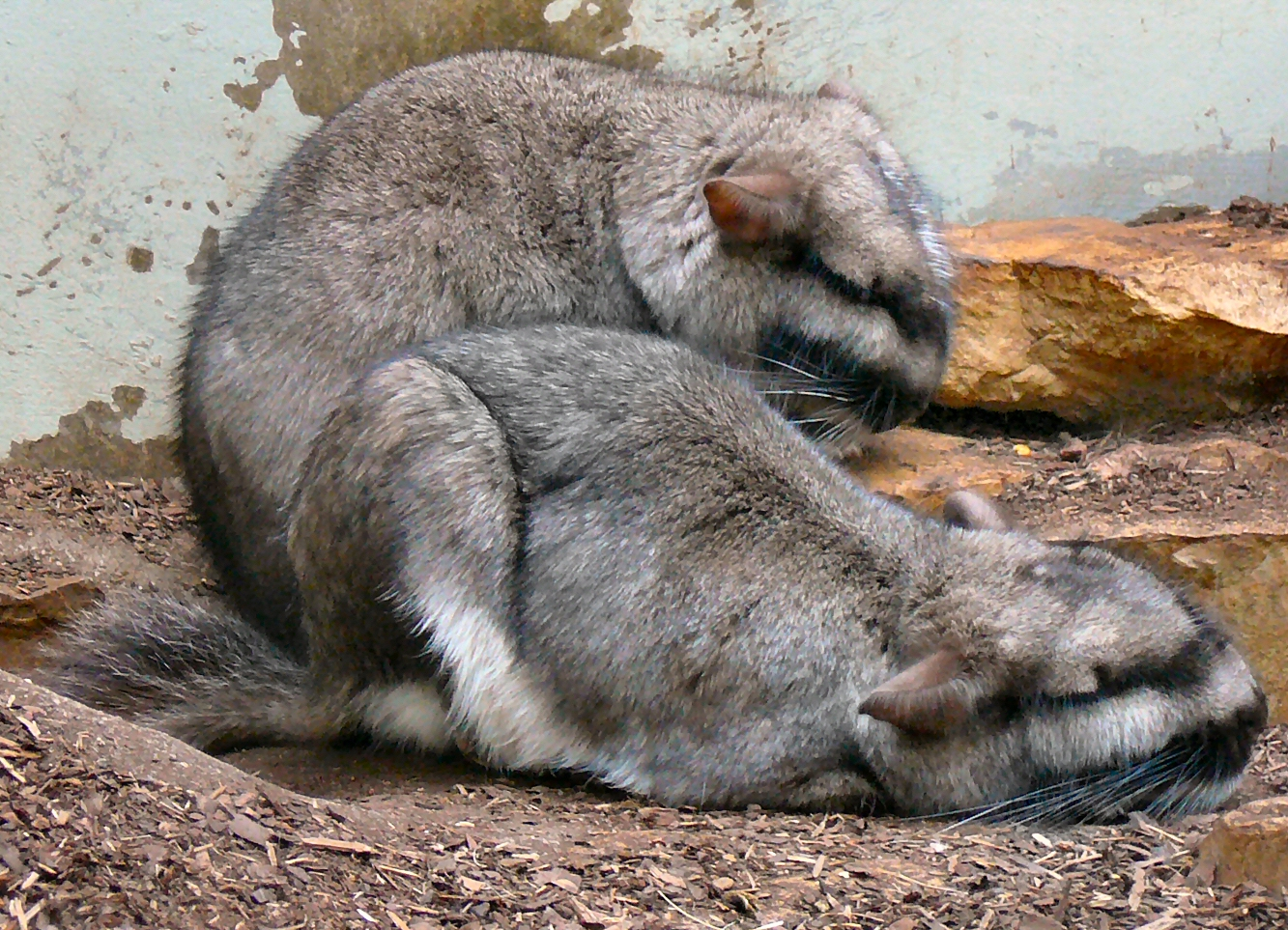
Deux Lagostomus maximus, Zoo Wilhelma de Stuttgart.

Les rapports sociaux de ces viscaches des plaines sont complexes. Les colonies, ordinairement constituées de 15 à 30 de ces animaux, peuvent compter jusqu'à 50 individus, avec cinq fois plus de mâles que de femelles.

La colonie est dominée par un mâle, le « vizcachón », auquel se soumettent les jeunes mâles.

Les colonies ne se mélangent pas entre elles, à moins d'une cause majeure.

Les femelles sont l'élément stable du groupe, tandis que les mâles se dispersent chaque année dans d'autres colonies, devant lutter pour y être acceptés ce qui expliquerait leur développement physique. Le rôle des mâles est de garder le territoire qu'ils marquent de leurs excréments. Les intrus sont chassés à coups de dents et de griffes avec émission de cris et des sifflements. Les prédateurs sont signalés par différents sons indiquant le niveau de danger,.
Les viscaches se socialisent par le contact physique et les bains de sable pris en commun. Ces bains de sable leur permettent d'éliminer les parasites et de dégraisser leur fourrure, peut-être également de mêler leur odeur ce qui contribuerait à apaiser le groupe.

### Alimentation
Ses préférences alimentaires et ses stratégies d'antiprédation expliqueraient pourquoi cette viscache restreint son habitat aux plaines. En effet elle se nourrit essentiellement de graminées et de plantes herbacées.
La pratique de la coprophagie permet à l'animal d'avoir une très bonne assimilation (54,8 %) des aliments, ce qui lui permet de survivre dans des zones appauvrie.
Une colonie de viscaches est capable de transformer un paysage par la constante consommation de toute la végétation alentour. Si la colonie disparait la végétation met deux à trois ans à repousser.
Une surface de terrain pelée dénonce bien souvent la présence d'une colonie active de viscaches qui sont capables d'avaler la moitié de leur propre poids de verdure par jour.

### Reproduction
Cette viscache est capable de se reproduire toute l'année en captivité. Dans la nature elle donne en moyenne naissance à deux portées par an et à une seule dans les plaines d'Argentine.
Le cycle de la femelle est de 45 jours. La gestation dure 150 jours en moyenne. Elle donne naissance de 1 à 4 petits, avec une moyenne de 2 par portée.
Les petits naissent formés et couverts de fourrure. Ils pèsent alors environ 200 g. La femelle les allaite au minimum 21 jours mais ils sont en général sevrés après 6 semaines. Les femelles seront en âge de se reproduire à 8 mois et demi et les mâles à 15 mois.

### Santé
Le Lagostomus maximus est parasité par des coccidies du genre Eimeria : Eimeria lagostomi, Eimeria chinchillae et Eimeria vizcacha, que l'on retrouve à l'état de spores dans ses excréments,.
Son tube digestif est aussi souvent colonisé par des vers, nématodes et cestodes comme Lagostonema ecasience, Graphidioides affinis, Heteroxynema viscaciae, Monoecocestus sp., mais surtout Lagostonema ecasience (97 %) et Viannella viscaciae (97 %).
La viscache est aussi l'hôte de puces et de poux.
Ces parasites infestent plus les sujets âgés. En 1953 une étude a dénombré chez des sujets du sud et du centre de l'Argentine 73 % de Pulex irritans, 25 % de Hectopsylla stomys et au nord : 66 % de Panallius galeanus, 21 % de Pulex irritans, 11 % de Hectopsylla stomys.

### Prédateurs
L'homme, mais aussi des grands carnivores comme le puma qui trouvent là une proie facile à capturer, à transporter et abondante.
On cite aussi le renard, le « boa de las vizcacheras » (Boa constrictor occidentalis)  et les chats.

## Dans l'histoire
Préhistoire : Au Pliocène vivait déjà son ancêtre, le Lagostomopsis antiquus, de taille plus réduite mais au Pléistocène le Lagostomus maximus a pris une grande expansion géographique. Les genres Lagidium et Chinchilla regroupent des espèces qui sont plus proches entre elles qu'elles ne le sont des Lagostomus, bien que souvent les espèces de Lagostomus sont confondues avec les espèces de Lagidium.

## La viscache des plaines et l'homme

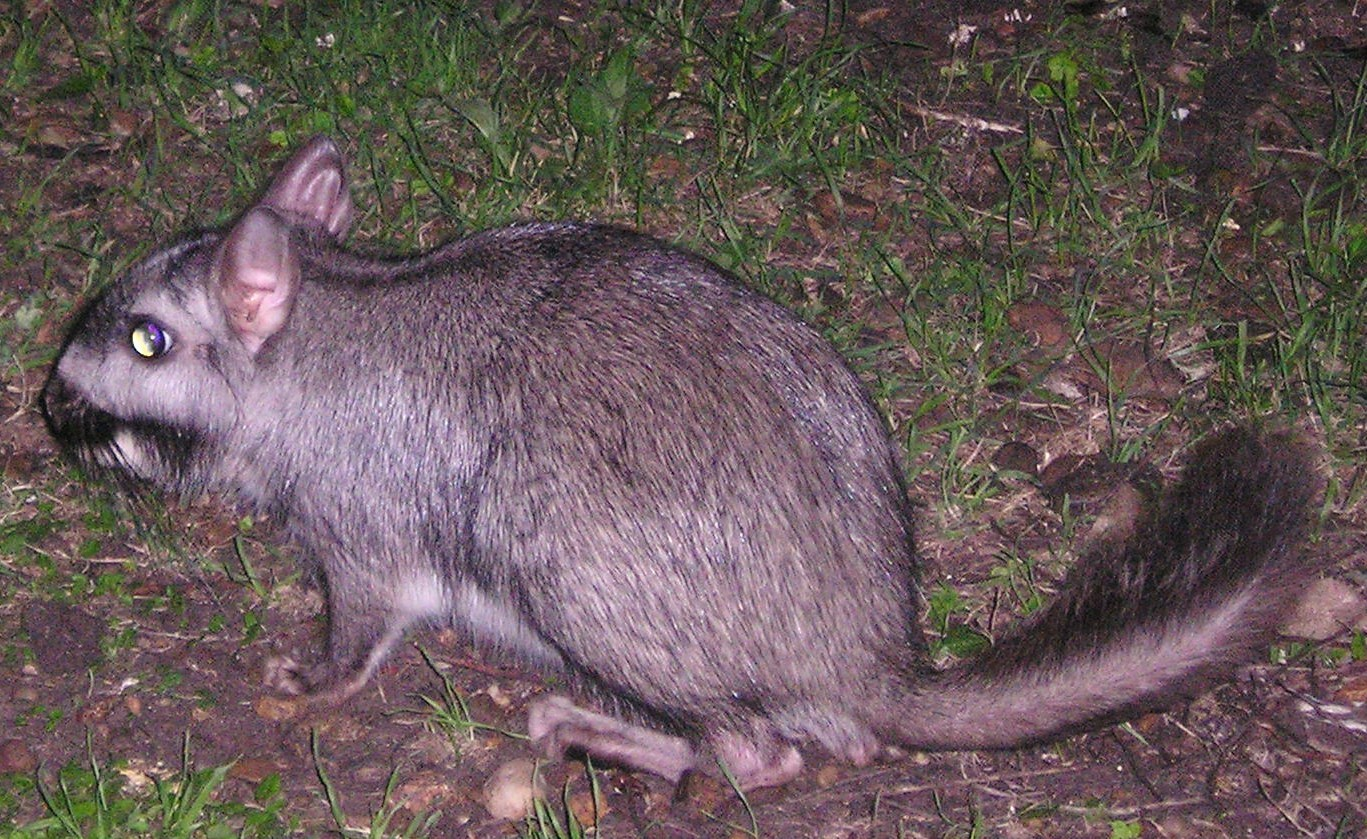
Lagostomus maximus ou viscache des plaines - Parc national El Palmar en Argentine (Entre-Rios)

Cette grosse viscache a depuis toujours été une source de viande et de fourrure pour les humains.
Elle ne s'approche pas des habitations humaines
Elle est considérée comme un animal nuisible par les fermiers qui l'accusent de miner le sol des pâturages, ce qui occasionne des chutes graves chez leurs troupeaux, et de stériliser la terre par leur urine acide.
En 1953, la viscache est déclarée « peste nationale » en Argentine. Il s'ensuivit une chasse intense qui a restreint les populations à des zones marginales.
L'UICN ne classe pas Lagostomus maximus comme une espèce en danger bien que des campagnes de réduction des populations aient contribué à réduire leur nombre.
En 1990, une étude sur l'incidence des prédations des viscaches sur les rendements agricoles dans la province de Córdoba, en Argentine, propose en conclusion de ne pas éradiquer ces rongeurs mais plutôt de contrôler leur population en valorisant cette ressource naturelle par l'exploitation commerciale de la viande, du cuir ou de leur fourrure,,.  
En 1994, une étude sur les dommages causés aux cultures de soja par les viscaches, toujours dans la province de Córdoba, a montré que les pertes attribuables à ces animaux représentaient seulement 3 % des revenus des producteurs, ce qui ne justifiait par l'éradication de ces rongeurs.
Lagostomus maximus est un intéressant sujet pour de nombreuses études scientifiques portant par exemple sur les modifications physiologiques survenant au cours du cycle reproducteur des mâles, sur la glande pinéale, sur la composition de son lait , sur sa myoglobine, ses yeux etc.
La viscache est aisée à domestiquer et constitue une ressource en viande intéressante. C'est d'ailleurs une spécialité culinaire. A Río Cuarto, en 1997, un éleveur fournissait 40 tonnes de viscache par mois aux restaurants qui la cuisinent en viande fraiche ou en conserve à l'escabèche.
La peau est utilisée pour la confection de manteaux ou de couvre-lits. la production est très variable, avec des maximums atteints de plus de 900.000 peaux exportées (donnée datant de 1986),.